# 绿灰裸鼻雀
，是雀形目裸鼻雀科的一种鸟类。
绿灰裸鼻雀体重约31.6克，翼长约88毫米，嘴峰长约17.3毫米，喙宽度约6.5毫米，喙厚度约7.5毫米，跗蹠长约20.5毫米，尾长约60.6毫米。绿灰裸鼻雀在其分布区内为留鸟，其栖息在半开放的高大树木组成的森林中，食性为杂食性。
绿灰裸鼻雀分布于哥伦比亚东北部和委内瑞拉北部及玛格丽塔岛。该物种是单型物种，没有亚种分化。